# Lista de vereadores de Canelinha
Esta é a lista de vereadores de Canelinha, município brasileiro do estado de Santa Catarina.
A Câmara Municipal de Canelinha é composta por 9 vereadores.
As legislaturas foram se modificando ano após ano, no seu começo e final, a saber: 1ª Legislatura: de 25/11/1963 a 30/01/1969; 2ª Legislatura: de 31/01/1969 a 30/01/1973; 3ª Legislatura: de 31/01/1973 a 31/01/1977; 4ª Legislatura: de 01/02/1977 a 31/01/1983; 5ª Legislatura: de 01/02/1983 a 31/12/1988; a partir da 6ª Legislatura em diante, em função da atual Constituição Federal de 1988, passou a se iniciar no dia 1º de janeiro e terminar em 31 de dezembro.
O prédio da Câmara chama-se Câmara de Vereadores Abraão Manoel Cirilo, determinado pela Resolução Legislativa nº 44, de 6 de setembro de 2016. O plenário chama-se Valdeci José Reis.

## 14ª Legislatura (2021–2024)
Estes são os vereadores eleitos nas eleições de 15 de outubro de 2020, pelo período de 1° de janeiro de 2021 a 31 de dezembro de 2024:
|   | Nome                                                                          | Partido                                | Votos | %    | Observações |
| - | ----------------------------------------------------------------------------- | -------------------------------------- | ----- | ---- | ----------- |
| 1 | Thiago Vinicius Leal (Nova Trento, 17.04.1985–)                               | Movimento Democrático Brasileiro (MDB) | 475   | 6,42 | 1º mandato  |
| 2 | Eloir João Reis, Lico (2023-2024) (Canelinha, 05.03.1951–)                    | Partido Social Democrático (PSD)       | 453   | 6,12 | 3º mandato  |
| 3 | Robinson Carvalho Lima, Robinson Advogado (2021-2022) (Gravataí, 19.03.1983–) | Progressistas (PP)                     | 430   | 5,81 | 1º mandato  |
| 4 | José Tarquino Melo Neto, Neto Melo (Canelinha, 05.01.1995–)                   | Partido Social Liberal (PSL)           | 424   | 5,73 | 1º mandato  |
| 5 | Francisco Honorato Cardoso Filho, Chico (Canelinha, 12.11.1959–)              | Movimento Democrático Brasileiro (MDB) | 335   | 4,52 | 5º mandato  |
| 6 | Vagner Simas (Nova Trento, 12.03.1992–)                                       | Partido Social Liberal (PSL)           | 323   | 4,36 | 1º mandato  |
| 7 | Moacir Elias, Moa (Vidal Ramos, 13.11.1971–)                                  | Partido Social Democrático (PSD)       | 322   | 4,35 | 1º mandato  |
| 8 | Neli Ferreira (São João Batista, 15.11.1965–)                                 | Movimento Democrático Brasileiro (MDB) | 304   | 4,11 | 4º mandato  |
| 9 | Deivid Leal (Canelinha, 05.08.1980–)                                          | Movimento Democrático Brasileiro (MDB) | 292   | 3,94 | 1º mandato  |

## 13ª Legislatura (2017–2020)
Estes são os vereadores eleitos nas eleições de 2 de outubro de 2016, pelo período de 1° de janeiro de 2017 a 31 de dezembro de 2020:
|   | Nome                                                                            | Partido                                            | Coligação       | Votos | %    | Observações |
| - | ------------------------------------------------------------------------------- | -------------------------------------------------- | --------------- | ----- | ---- | ----------- |
| 1 | Antônio Carlos Flores, Toninho (Canelinha, 24.07.1961–Florianópolis,17.08.2020) | Partido da Social Democracia Brasileira (PSDB)     | PSDB-PP-PSD-PR  | 718   | 9,11 | 4º mandato  |
| 2 | Abel Grimm (Canelinha, 31.12.1967–)                                             | Partido Progressista (PP)                          | PSDB-PP-PSD-PR  | 684   | 8,68 | 3º mandato  |
| 3 | Antônio Carlos Machado Júnior (Lages, 13.03.1978–)                              | Partido do Movimento Democrático Brasileiro (PMDB) | PMDB-PRB-PT-PSB | 592   | 7,51 | 1º mandato  |
| 4 | Neli Ferreira (São João Batista, 15.11.1965–)                                   | Partido do Movimento Democrático Brasileiro (PMDB) | PMDB-PRB-PT-PSB | 579   | 7,35 | 3º mandato  |
| 5 | Eli Martins (Canelinha, 28.10.1973–)                                            | Partido dos Trabalhadores (PT)                     | PMDB-PRB-PT-PSB | 567   | 7,19 | 1º mandato  |
| 6 | Arlindo de Simas (2019-2020) (Canelinha, 25.01.1959–)                           | Partido da República (PR)                          | PSDB-PP-PSD-PR  | 551   | 6,99 | 1º mandato  |
| 7 | Adair da Conceição Lopes Filho, Dica (Canelinha, 04.07.1967–)                   | Partido do Movimento Democrático Brasileiro (PMDB) | PMDB-PRB-PT-PSB | 477   | 6,05 | 5º mandato  |
| 8 | Fernando de Souza (2017-2018) (Tijucas, 06.08.1989–)                            | Partido Republicano Brasileiro (PRB)               | PMDB-PRB-PT-PSB | 466   | 5,91 | 1º mandato  |
| 9 | Altamiro José Adames (Canelinha, 07.02.1955–)                                   | Partido Social Democrático (PSD)                   | PSDB-PP-PSD-PR  | 432   | 5,48 | 8º mandato  |
| — | Gentil Anastácio Pereira Neto, Tinoco (Porto Belo, 23.04.1964–)                 | Partido do Movimento Democrático Brasileiro (PMDB) | PMDB-PRB-PT-PSB | 430   | 5,46 | 3º mandato  |
| — | Arlindo Guilherme Veber (Leoberto Leal, 31.01.1950–)                            | Partido da Social Democracia Brasileira (PSDB)     | PSDB-PP-PSD-PR  | 404   | 5,13 | 5º mandato  |
| — | Adriano Sousa, Liquinho (Canelinha, 04.12.1974–)                                | Partido Progressista (PP)                          | PSDB-PP-PSD-PR  | 368   | 4,67 | 1º mandato  |
| — | Paulo César Jacinto, Paulinho (Canelinha, 21.11.1987–)                          | Partido Republicano Brasileiro (PRB)               | PMDB-PRB-PT-PSB | 293   | 3,72 | 1º mandato  |

## 12ª Legislatura (2013–2016)
Estes são os vereadores eleitos nas eleições de 7 de outubro de 2012, pelo período de 1° de janeiro de 2013 a 31 de dezembro de 2016:
|   | Nome                                                                             | Partido                                            | Coligação      | Votos | %    | Observações |
| - | -------------------------------------------------------------------------------- | -------------------------------------------------- | -------------- | ----- | ---- | ----------- |
| 1 | Antônio Carlos Flores, Toninho (Canelinha, 24.07.1961– Florianópolis,17.08.2020) | Partido da Social Democracia Brasileira (PSDB)     | PP-PSDB-PSD-PT | 705   | 8,87 | 3º mandato  |
| 2 | Eduardo Furtado (2015-2016) (Tijucas, 11.07.1951–)                               | Partido Progressista (PP)                          | PP-PSDB-PSD-PT | 672   | 8,46 | 4º mandato  |
| 3 | Gentil Anastácio Pereira Neto, Tinoco (Porto Belo, 23.04.1964–)                  | Partido do Movimento Democrático Brasileiro (PMDB) | PMDB-PDT       | 605   | 7,62 | 2º mandato  |
| 4 | Francisco Honorato Cardoso Filho, Chico (Canelinha, 12.11.1959–)                 | Partido Social Democrático (PSD)                   | PP-PSDB-PSD-PT | 486   | 6,12 | 4º mandato  |
| 5 | Adair da Conceição Lopes Filho, Dica (Canelinha, 04.07.1967–)                    | Partido do Movimento Democrático Brasileiro (PMDB) | PMDB-PDT       | 481   | 6,05 | 4º mandato  |
| 6 | Neli Ferreira (São João Batista, 15.11.1965–)                                    | Partido do Movimento Democrático Brasileiro (PMDB) | PMDB-PDT       | 478   | 6,02 | 2º mandato  |
| 7 | Vanderleia Rosa, Léia (Tijucas, 20.11.1977–)                                     | Partido do Movimento Democrático Brasileiro (PMDB) | PMDB-PDT       | 462   | 5,82 | 1º mandato  |
| 8 | Abel Grim (2013-2014) (Canelinha, 31.12.1967–)                                   | Partido dos Trabalhadores (PT)                     | PP-PSDB-PSD-PT | 455   | 5,73 | 2º mandato  |
| — | Edson Luiz Jacinto (Canelinha, 06.02.1964–)                                      | Partido do Movimento Democrático Brasileiro (PMDB) | PMDB-PDT       | 339   | 4,27 | 3º mandato  |
| 9 | Arlindo Guilherme Veber, do Sindicato (Leoberto Leal, 31.01.1950–)               | Partido da Social Democracia Brasileira (PSDB)     | PP-PSDB-PSD-PT | 336   | 4,23 | 4º mandato  |
| — | Altamiro José Adames (Canelinha, 07.02.1955–)                                    | Partido Social Democrático (PSD)                   | PP-PSDB-PSD-PT | 333   | 4,19 | 7º mandato  |
| — | Maria Bernadete Trainotti Orsi (Nova Trento, 01.11.1960–)                        | Partido da Social Democracia Brasileira (PSDB)     | PP-PSDB-PSD-PT | 312   | 3,93 | 2º mandato  |
| — | José Benevenute, Pipico (Canelinha, 29.04.1954–)                                 | Partido do Movimento Democrático Brasileiro (PMDB) | PMDB-PDT       | 306   | 3,85 | 3º mandato  |

## 11ª Legislatura (2009–2012)
Estes são os vereadores eleitos nas eleições de 5 de outubro de 2008, pelo período de 1° de janeiro de 2009 a 31 de dezembro de 2012:
|   | Nome                                                                                                 | Partido                                            | Coligação   | Votos | %    | Observações |
| - | --- | -------------------------------------------------- | ----------- | ----- | ---- | ----------- |
| 1 | Antônio Carlos Flores, Toninho da Casan (2009-2010) (Canelinha, 24.07.1961–Florianópolis,17.08.2020) | Partido da Social Democracia Brasileira (PSDB)     | PP-PSDB-DEM | 470   | 6,70 | 2º mandato  |
| 2 | Eduardo Furtado (2011-2012) (Tijucas, 11.07.1951–)                                                   | Partido Progressista (PP)                          | PP-PSDB-DEM | 461   | 6,57 | 3º mandato  |
| 3 | Adair da Conceição Lopes Filho, Dica (Canelinha, 04.07.1967–)                                        | Partido do Movimento Democrático Brasileiro (PMDB) | PMDB-PSB    | 430   | 6,13 | 3º mandato  |
| 4 | Abel Grimm (Canelinha, 31.12.1967–)                                                                  | Partido dos Trabalhadores (PT)                     | PDT-PPS-PT  | 409   | 5,83 | 1º mandato  |
| 5 | Zulmar Lino Simas (Canelinha, 17.05.1969–)                                                           | Partido Socialista Brasileiro (PSB)                | PMDB-PSB    | 405   | 5,78 | 2º mandato  |
| 6 | Neli Ferreira, do NEP (São João Batista, 15.11.1965–)                                                | Partido do Movimento Democrático Brasileiro (PMDB) | PMDB-PSB    | 351   | 5,01 | 1º mandato  |
| 7 | Altamiro José Adames (Canelinha, 07.02.1955–)                                                        | Democratas (DEM)                                   | PP-PSDB-DEM | 297   | 4,24 | 6º mandato  |
| 8 | João Batista Booz, da Norma (Canelinha, 25.09.1957–)                                                 | Partido do Movimento Democrático Brasileiro (PMDB) | PMDB-PSB    | 282   | 4,02 | 2º mandato  |
| — | Gentil Anastácio Pereira Neto, Tinoco (Porto Belo, 23.04.1964–)                                      | Partido do Movimento Democrático Brasileiro (PMDB) | PMDB-PSB    | 280   | 3,99 | 1º mandato  |
| — | Edson Luiz Jacinto (Canelinha, 06.02.1964–)                                                          | Partido do Movimento Democrático Brasileiro (PMDB) | PMDB-PSB    | 273   | 3,89 | 2º mandato  |
| — | Rubens Leal, Rubinho (Canelinha, 11.05.1955–)                                                        | Partido do Movimento Democrático Brasileiro (PMDB) | PMDB-PSB    | 267   | 3,81 | 2º mandato  |
| 9 | Maria das Neves de Sousa (São João Batista, 05.08.1957–)                                             | Partido da Social Democracia Brasileira (PSDB)     | PP-PSDB-DEM | 256   | 3,65 | 2º mandato  |
| — | Vanilda Rebelo (Canelinha, 13.11.1973–)                                                              | Partido Progressista (PP)                          | PP-PSDB-DEM | 253   | 3,61 | 1º mandato  |
| — | Ivair Freitas da Rosa Fontes, Dona Tide (Lages, 18.08.1963–)                                         | Partido Socialista Brasileiro (PSB)                | PMDB-PSB    | 238   | 3,39 | 1º mandato  |
| — | Arlindo Guilherme Veber, do Sindicato (Leoberto Leal, 31.01.1950–)                                   | Partido da Social Democracia Brasileira (PSDB)     | PP-PSDB-DEM | 237   | 3,38 | 3º mandato  |

## 10ª Legislatura (2005–2008)
Estes são os vereadores eleitos nas eleições de 3 de outubro de 2004, pelo período de 1° de janeiro de 2005 a 31 de dezembro de 2008:
|   | Nome                                                                                      | Partido                                            | Coligação   | Votos | %    | Observações |
| - | ----------------------------------------------------------------------------------------- | -------------------------------------------------- | ----------- | ----- | ---- | ----------- |
| 1 | Arlindo Guilherme Veber (Leoberto Leal, 31.01.1950–)                                      | Partido da Social Democracia Brasileira (PSDB)     | PSDB-PP-PFL | 443   | 7,30 | 2º mandato  |
| 2 | Francisco Honorato Cardoso Filho, Chico (2007-2008) (Canelinha, 12.11.1959–)              | Partido do Movimento Democrático Brasileiro (PMDB) | —           | 438   | 7,21 | 3º mandato  |
| 3 | Rubens Leal, Rubinho (Canelinha, 11.05.1955–)                                             | Partido do Movimento Democrático Brasileiro (PMDB) | —           | 388   | 6,39 | 1º mandato  |
| 4 | Zulmar Lino Simas (2005-2006) (Canelinha, 17.05.1969–)                                    | Partido Socialista Brasileiro (PSB)                | PL-PSB      | 377   | 6,21 | 1º mandato  |
| 5 | Adair da Conceição Lopes Filho, Dica (Canelinha, 04.07.1967–)                             | Partido do Movimento Democrático Brasileiro (PMDB) | —           | 371   | 6,11 | 2º mandato  |
| — | Altamiro José Adames (Canelinha, 07.02.1955–)                                             | Partido Liberal (PL)                               | PL-PSB      | 356   | 5,86 | 5º mandato  |
| 6 | João Dias (Canelinha, 23.02.1951–)                                                        | Partido da Frente Liberal (PFL)                    | PSDB-PP-PFL | 345   | 5,68 | 6º mandato  |
| 7 | Antônio Carlos Flores, Toninho da Casan (Canelinha, 24.07.1961–Florianópolis, 17.08.2020) | Partido da Social Democracia Brasileira (PSDB)     | PSDB-PP-PFL | 337   | 5,55 | 1º mandato  |
| 8 | Maria Bernadete Trainotti Orsi (Nova Trento, 01.11.1960–)                                 | Partido da Social Democracia Brasileira (PSDB)     | PSDB-PP-PFL | 306   | 5,04 | 1º mandato  |
| — | Eduardo Furtado (Tijucas, 11.07.1951–)                                                    | Partido Progressista (PP)                          | PSDB-PP-PFL | 292   | 4,81 | 2º mandato  |
| — | Maria das Neves de Sousa (São João Batista, 05.08.1957–)                                  | Partido da Social Democracia Brasileira (PSDB)     | PSDB-PP-PFL | 257   | 4,23 | 1º mandato  |
| 9 | Alécio Raitz, Lecinho (São João Batista, 13.03.1952–)                                     | Partido do Movimento Democrático Brasileiro (PMDB) | —           | 246   | 4,05 | 1º mandato  |
| — | João Batista Booz, da Norma (Canelinha, 25.09.1957–)                                      | Partido do Movimento Democrático Brasileiro (PMDB) | —           | 242   | 3,99 | 1º mandato  |

## 9ª Legislatura (2001–2004)
Estes são os vereadores eleitos nas eleições de 1º de outubro de 2000, pelo período de 1° de janeiro de 2001 a 31 de dezembro de 2004:
|   | Nome                                                                        | Partido                                            | Coligação      | Votos | %    | Observações |
| - | --------------------------------------------------------------------------- | -------------------------------------------------- | -------------- | ----- | ---- | ----------- |
| 1 | Francisco Honorato Cardoso Filho, Chico (Canelinha, 12.11.1959–)            | Partido do Movimento Democrático Brasileiro (PMDB) | —              | 478   | 8,44 | 2º mandato  |
| 2 | Eloir João Reis (Canelinha, 05.03.1951–)                                    | Partido da Frente Liberal (PFL)                    | PPB-PFL-PL-PTB | 374   | 6,60 | 2º mandato  |
| 3 | Vilson Abrão Cirilo, Ciço (Canelinha, 20.11.1950–)                          | Partido do Movimento Democrático Brasileiro (PMDB) | —              | 369   | 6,51 | 4º mandato  |
| 4 | Valmor Fontes (Canelinha, 03.12.1949–)                                      | Partido Progressista Brasileiro (PPB)              | PPB-PFL-PL-PTB | 345   | 6,09 | 2º mandato  |
| 5 | Fermino Setembrino Goulart (São Joaquim, 07.07.1937 –Canelinha, 12.09.2017) | Partido Progressista Brasileiro (PPB)              | PPB-PFL-PL-PTB | 290   | 5,12 | 3º mandato  |
| 6 | Jair Puel (2001-2002) (Brusque, 19.11.1967–)                                | Partido do Movimento Democrático Brasileiro (PMDB) | —              | 287   | 5,06 | 2º mandato  |
| 7 | José Orivaldo Orsi, Galego (2003-2004) (Biguaçu, 16.03.1946–)               | Partido do Movimento Democrático Brasileiro (PMDB) | —              | 274   | 4,84 | 2º mandato  |
| 8 | Adair da Conceição Lopes Filho (Canelinha, 04.07.1967–)                     | Partido do Movimento Democrático Brasileiro (PMDB) | —              | 272   | 4,80 | 1º mandato  |
| 9 | Irmo Rosa, Iki (Rio do Sul, 04.03.1954–)                                    | Partido Liberal (PL)                               | PPB-PFL-PL-PTB | 246   | 4,34 | 2º mandato  |
| — | Hamilton Francisco Geraldo (Canelinha, 28.10.1957–)                         | Partido do Movimento Democrático Brasileiro (PMDB) | —              | 240   | 4,24 | 1º mandato  |
| — | João Dias (Canelinha, 23.02.1951–)                                          | Partido da Frente Liberal (PFL)                    | PPB-PFL-PL-PTB | 237   | 4,18 | 5º mandato  |
| — | Altamiro José Adames (Canelinha, 07.02.1955–)                               | Partido Liberal (PL)                               | PPB-PFL-PL-PTB | 233   | 4,11 | 4º mandato  |
| — | Maturino Marcos (Canelinha, 19.09.1947–)                                    | Partido do Movimento Democrático Brasileiro (PMDB) | —              | 217   | 3,83 | 1º mandato  |

## 8ª Legislatura (1997–2000)
Estes são os vereadores eleitos nas eleições de 3 de outubro de 1996, pelo período de 1° de janeiro de 1997 a 31 de dezembro de 2000:
|   | Nome                                                                       | Partido                                            | Coligação | Voto | %    | Observações |
| - | -------------------------------------------------------------------------- | -------------------------------------------------- | --------- | ---- | ---- | ----------- |
| 1 | Francisco Honorato Cardoso Filho (Canelinha, 12.11.1959–)                  | Partido do Movimento Democrático Brasileiro (PMDB) | PMDB-PT   | 356  | 6,80 | 1º mandato  |
| 2 | Antônio da Silva (Canelinha, 13.07.1969–)                                  | Partido Progressista Brasileiro (PPB)              | —         | 350  | 6,68 | 1º mandato  |
| 3 | Jair Puel (Brusque, 19.11.1967–)                                           | Partido do Movimento Democrático Brasileiro (PMDB) | PMDB-PT   | 334  | 6,38 | 1º mandato  |
| 4 | Ivam Pereira (Canelinha, 19.11.1959–)                                      | Partido do Movimento Democrático Brasileiro (PMDB) | PMDB-PT   | 313  | 5,97 | 2º mandato  |
| 5 | Valmor Fontes (Canelinha, 03.12.1949–)                                     | Partido Progressista Brasileiro (PPB)              | —         | 288  | 5,50 | 1º mandato  |
| 6 | Edson Luiz Jacinto (Canelinha, 06.02.1964–)                                | Partido do Movimento Democrático Brasileiro (PMDB) | PMDB-PT   | 286  | 5,46 | 1º mandato  |
| 7 | Denocir Gonçalves (Canelinha, 09.10.1959–)                                 | Partido do Movimento Democrático Brasileiro (PMDB) | PMDB-PT   | 247  | 4,71 | 2º mandato  |
| — | Ivam Moreira (Canelinha, 10.04.1970–)                                      | Partido do Movimento Democrático Brasileiro (PMDB) | PMDB-PT   | 240  | 4,58 | 2º mandato  |
| — | Vilson Abrão Cirilo (Canelinha, 20.11.1950–)                               | Partido do Movimento Democrático Brasileiro (PMDB) | PMDB-PT   | 225  | 4,29 | 3º mandato  |
| 8 | Paulo de Oliveira (Canelinha, 19.04.1965–)                                 | Partido da Frente Liberal (PFL)                    | —         | 197  | 3,76 | 2º mandato  |
| 9 | João Dias (Canelinha, 23.02.1951–)                                         | Partido da Frente Liberal (PFL)                    | —         | 192  | 3,66 | 4º mandato  |
| — | Edenilson Florêncio (Canelinha, 1973–)                                     | Partido Progressista Brasileiro (PPB)              | —         | 178  | 3,40 | 1º mandato  |
| — | Fermino Setembrino Goulart (São Joaquim, 07.07.1937–Canelinha, 12.09.2017) | Partido Progressista Brasileiro (PPB)              | —         | 177  | 3,38 | 2º mandato  |

## 7ª Legislatura (1993–1996)
Estes são os vereadores eleitos nas eleições de 3 de outubro de 1992, pelo período de 1° de janeiro de 1993 a 31 de dezembro de 1996:
|   | Nome                                                                       | Partido                                            | Coligação   | Votos | %    | Observações |
| - | -------------------------------------------------------------------------- | -------------------------------------------------- | ----------- | ----- | ---- | ----------- |
| 1 | José Benevenute (Canelinha, 29.04.1954–)                                   | Partido do Movimento Democrático Brasileiro (PMDB) | —           | 246   | 5,05 | 2º mandato  |
| 2 | Valdeli Mário Melo (Canelinha, 20.05.1963–)                                | Partido da Reconstrução Nacional (PRN)             | PDS-PFL-PRN | 245   | 5,03 | 2º mandato  |
| 3 | Ivam Pereira (Canelinha, 19.11.1959–)                                      | Partido do Movimento Democrático Brasileiro (PMDB) | —           | 217   | 4,46 | 1º mandato  |
| 4 | Valmir Bento da Silva (Canelinha, 15.03.1965–)                             | Partido do Movimento Democrático Brasileiro (PMDB) | —           | 204   | 4,19 | 2º mandato  |
| 5 | João Dias (Canelinha, 23.02.1951–)                                         | Partido da Frente Liberal (PFL)                    | PDS-PFL-PRN | 202   | 4,15 | 3º mandato  |
| 6 | Altamiro José Adames (Canelinha, 07.02.1955–)                              | Partido Democrata Cristão (PDC)                    | PDC-PDT     | 175   | 3,59 | 3º mandato  |
| — | Leci Ramos de Souza (Canelinha, 29.03.1953–Florianópolis, 28.08.2015)      | Partido da Frente Liberal (PFL)                    | PDS-PFL-PRN | 158   | 3,25 | 1º mandato  |
| 7 | José Carlos Trindade                                                       | Partido do Movimento Democrático Brasileiro (PMDB) | —           | 150   | 3,08 | 1º mandato  |
| 8 | Nei Isaías Jasper (Brusque, 17.03.1959–)                                   | Partido do Movimento Democrático Brasileiro (PMDB) | —           | 134   | 2,75 | 1º mandato  |
| — | Ivam Moreira (Canelinha, 10.04.1970–)                                      | Partido do Movimento Democrático Brasileiro (PMDB) | —           | 134   | 2,75 | 1º mandato  |
| 9 | Fermino Setembrino Goulart (São Joaquim, 07.07.1937–Canelinha, 12.09.2017) | Partido Democrata Cristão (PDC)                    | PDC-PDT     | 125   | 2,57 | 1º mandato  |
| — | Joceli Steil (Canelinha, 21.05.1955–)                                      | Partido do Movimento Democrático Brasileiro (PMDB) | —           | 124   | 2,55 | 1º mandato  |
| — | Osnildo de Souza                                                           | Partido do Movimento Democrático Brasileiro (PMDB) | —           | 123   | 2,53 | 1º mandato  |
| — | Denocir Gonçalves (Canelinha, 09.10.1959–)                                 | Partido do Movimento Democrático Brasileiro (PMDB) | —           | 120   | 2,47 | 1º mandato  |
| — | Eloir João Reis (Canelinha, 05.03.1951–)                                   | Partido da Frente Liberal (PFL)                    | PDS-PFL-PRN | 119   | 2,44 | 1º mandato  |
| — | Cláudio Lídio Nunes                                                        | Partido Democrata Cristão (PDC)                    | PDC-PDT     | 113   | 2,32 | 1º mandato  |

## 6ª Legislatura (1989–1992)
Estes são os vereadores eleitos nas eleições de 15 de novembro de 1988, pelo período de 1° de janeiro de 1989 a 31 de dezembro de 1992:
|   | Nome                                                       | Partido                                            | Votos | %    | Observações |
| - | ---------------------------------------------------------- | -------------------------------------------------- | ----- | ---- | ----------- |
| 1 | Valmir Orsi                                                | Partido do Movimento Democrático Brasileiro (PMDB) | 209   | 4,99 | 1º mandato  |
| 2 | Edson Flores                                               | Partido da Frente Liberal (PFL)                    | 174   | 4,15 | 1º mandato  |
| 3 | Vilson Abrão Cirilo (Canelinha, 20.11.1950–)               | Partido do Movimento Democrático Brasileiro (PMDB) | 169   | 4,03 | 2º mandato  |
| 4 | Irmo Rosa (Rio do Sul, 04.03.1954–)                        | Partido Democrata Cristão (PDC)                    | 147   | 3,51 | 1º mandato  |
| 5 | José Orivaldo Orsi (Biguaçu, 16.03.1946–)                  | Partido do Movimento Democrático Brasileiro (PMDB) | 135   | 3,22 | 1º mandato  |
| 6 | Erivan Souza (1989-1990) (Canelinha, 04.02.1960–)          | Partido da Frente Liberal (PFL)                    | 130   | 3,10 | 2º mandato  |
| 7 | Valdeli Mário Melo (Canelinha, 20.05.1963–)                | Partido da Frente Liberal (PFL)                    | 128   | 3,05 | 1º mandato  |
| 8 | Maria Terezinha Silva                                      | Partido Democrático Social (PDS)                   | 119   | 2,84 | 1º mandato  |
| — | Arlindo Guilherme Veber (Leoberto Leal, 31.01.1950–)       | Partido da Frente Liberal (PFL)                    | 114   | 2,72 | 1º mandato  |
| — | Noíde Mafra Jasper (Canelinha, 28.06.1964–)                | Partido do Movimento Democrático Brasileiro (PMDB) | 110   | 2,62 | 1º mandato  |
| — | Francisco Damião Garcia (Canelinha, 25.07.1926–26.02.2000) | Partido da Frente Liberal (PFL)                    | 102   | 2,43 | 1º mandato  |
| — | Jorceli Paulo (São João Batista, 29.12.1944–)              | Partido da Frente Liberal (PFL)                    | 99    | 2,36 | 1º mandato  |
| — | Lealdino de Souza Filho                                    | Partido da Frente Liberal (PFL)                    | 96    | 2,29 | 2º mandato  |
| 9 | Evaldo Grimm                                               | Partido Democrata Cristão (PDC)                    | 92    | 2,20 | 1º mandato  |
| — | Paulo de Oliveira (Canelinha, 19.04.1965–)                 | Partido da Frente Liberal (PFL)                    | 91    | 2,17 | 1º mandato  |
| — | Valmir Bento da Silva                                      | Partido do Movimento Democrático Brasileiro (PMDB) | 90    | 2,15 | 1º mandato  |
| — | Altamiro José Adames (Canelinha, 07.02.1955–)              | Partido da Frente Liberal (PFL)                    | 89    | 2,12 | 2º mandato  |
| — | José Benevenute (Canelinha, 29.04.1954–)                   | Partido do Movimento Democrático Brasileiro (PMDB) | 89    | 2,12 | 1º mandato  |
| — | Euclides Florêncio                                         | Partido Democrata Cristão (PDC)                    | 85    | 2,03 | 1º mandato  |

## 5ª Legislatura (1983–1988)
Estes são os vereadores eleitos nas eleições de 15 de novembro de 1982:
|   | Nome                                          | Partido                                            | Votos | %    | Observações |
| - | --------------------------------------------- | -------------------------------------------------- | ----- | ---- | ----------- |
| 1 | João Dias (Canelinha, 23.02.1951–)            | Partido Democrático Social (PDS)                   | 286   | 8,83 | 2º mandato  |
| 2 | José César Melo                               | Partido Democrático Social (PDS)                   | 234   | 7,22 | 1º mandato  |
| 3 | Eduardo Furtado (Tijucas, 11.07.1951–)        | Partido Democrático Social (PDS)                   | 212   | 6,55 | 1º mandato  |
| 4 | Lealdino de Souza Filho                       | Partido Democrático Social (PDS)                   | 194   | 5,99 | 1º mandato  |
| 5 | Erivan Souza (Canelinha, 04.02.1960–2004)     | Partido Democrático Social (PDS)                   | 188   | 5,80 | 1º mandato  |
| 6 | Vilson Abrão Cirilo (Canelinha, 20.11.1950–)  | Partido do Movimento Democrático Brasileiro (PMDB) | 165   | 5,09 | 1º mandato  |
| — | Édio Flores                                   | Partido Democrático Social (PDS)                   | 156   | 4,82 | 3º mandato  |
| — | Mário César Pacheco                           | Partido Democrático Social (PDS)                   | 154   | 4,75 | 1º mandato  |
| 7 | João Jovino da Silveira                       | Partido do Movimento Democrático Brasileiro (PMDB) | 122   | 3,77 | 1º mandato  |
| — | Altamiro José Adames (Canelinha, 07.02.1955–) | Partido Democrático Social (PDS)                   | 117   | 3,61 | 1º mandato  |
| — | Nerisvaldi Belarmine Mafra                    | Partido Democrático Social (PDS)                   | 115   | 3,55 | 1º mandato  |
| — | Saulo Giacomossi                              | Partido do Movimento Democrático Brasileiro (PMDB) | 114   | 3,52 | 1º mandato  |
| — | Ademar Francisco Crispim                      | Partido do Movimento Democrático Brasileiro (PMDB) | 114   | 3,52 | 1º mandato  |

## 4ª Legislatura (1977–1982)
Estes são os vereadores eleitos nas eleições de 15 de novembro de 1976:
|   | Nome                               | Partido                             | Votos | Observações |
| - | ---------------------------------- | ----------------------------------- | ----- | ----------- |
| 1 | Valdeci José Reis                  | Aliança Renovadora Nacional (ARENA) | 454   | 2º mandato  |
| 2 | João Dias (Canelinha, 23.02.1951–) | Aliança Renovadora Nacional (ARENA) | 403   | 1º mandato  |
| 3 | Antônio Ribeiro Azevedo            | Aliança Renovadora Nacional (ARENA) | 250   | 1º mandato  |
| 4 | Vidal Serafim de Medeiros          | Aliança Renovadora Nacional (ARENA) | 177   | 2º mandato  |
| 5 | Édio Flores                        | Aliança Renovadora Nacional (ARENA) | 150   | 2º mandato  |
| 6 | Odilon Joaquim Fontes              | Aliança Renovadora Nacional (ARENA) | 150   | 1º mandato  |
| 7 | Augustinho Feller                  | Aliança Renovadora Nacional (ARENA) | 143   | 2º mandato  |

## 3ª Legislatura (1973–1976)
Estes são os vereadores eleitos nas eleições de 15 de novembro de 1972:
|   | Nome                                                     | Partido                             | Observações |
| - | -------------------------------------------------------- | ----------------------------------- | ----------- |
| 1 | Valdeci José Reis                                        | Aliança Renovadora Nacional (ARENA) | 1º mandato  |
| 2 | Édio Flores                                              | Aliança Renovadora Nacional (ARENA) | 1º mandato  |
| 3 | Onézio Grimm                                             | Aliança Renovadora Nacional (ARENA) | 1º mandato  |
| 4 | Otaviano Ângelo Darosci (??, 1924–Canelinha, 07.06.1978) | Aliança Renovadora Nacional (ARENA) | 1º mandato  |
| 5 | Antônio Luiz Dalsasso                                    | Aliança Renovadora Nacional (ARENA) | 1º mandato  |
| 6 | Augustinho Feller                                        | Aliança Renovadora Nacional (ARENA) | 1º mandato  |
| 7 | Genésio Benevenutti (??, 1942–Blumenau, 31.10.2019)      | Aliança Renovadora Nacional (ARENA) | 1º mandato  |
| — | Vidal Serafim de Medeiros                                | Aliança Renovadora Nacional (ARENA) | 1º mandato  |

## 2ª Legislatura (1969–1972)
|   | Nome                                                        | Partido                             | Observações |
| - | ----------------------------------------------------------- | ----------------------------------- | ----------- |
| 1 | Luiz Manerich (Tijucas, 12.11.1928–Brusque, 07.11.1980)     | Aliança Renovadora Nacional (ARENA) | 2º mandato  |
| 2 | Vali José Steil                                             | Aliança Renovadora Nacional (ARENA) | 1º mandato  |
| 3 | Osvaldelino Pereira de Melo (??, 1931–Blumenau, 02.09.2023) | Aliança Renovadora Nacional (ARENA) | 1º mandato  |
| 4 | Hilário Voltolini                                           | Aliança Renovadora Nacional (ARENA) | 1º mandato  |
| 5 | Ênio Laus (??, 1935–)                                       | Aliança Renovadora Nacional (ARENA) | 1º mandato  |
| 6 | Bento Manoel Aragão                                         | Aliança Renovadora Nacional (ARENA) | 2º mandato  |
| 7 | Alberto Zimmerman                                           | Aliança Renovadora Nacional (ARENA) | 1º mandato  |

## 1ª Legislatura (1963–1968)
Estes são os vereadores eleitos nas eleições de 6 de outubro de 1963:
|   | Nome                                                       | Partido                          | Observações |
| - | ---------------------------------------------------------- | -------------------------------- | ----------- |
| 1 | José Steil                                                 | Partido Social Democrático (PSD) | 1º mandato  |
| 2 | Carlos Bartolomeu da Silva                                 | Partido Social Democrático (PSD) | 1º mandato  |
| 3 | Luiz Manerich (Tijucas, 12.11.1928–Brusque, 07.11.1980)    | Partido Social Democrático (PSD) | 1º mandato  |
| 4 | Bento Manoel Aragão                                        | Partido Social Democrático (PSD) | 1º mandato  |
| 5 | José Venâncio Amorim (Tijucas, 1927–Canelinha, 08.03.2019) | União Democrática Nacional (UDN) | 1º mandato  |
| 6 | Antônio Vicente Fagundes de Moraes (??, 27.11.1931–)       | União Democrática Nacional (UDN) | 1º mandato  |
| 7 | Abraão Manoel Cirilo                                       | União Democrática Nacional (UDN) | 1º mandato  |

## Legenda
| cor  | significado          |
| Bege | Presidente da Câmara |
| Azul | Suplente             |